# Ігенче (Алнаський район)
Іге́нче (рос. Игенче) — присілок (колишній виселок) у складі Алнаського району Удмуртії, Росія.

## Населення
Населення — 13 осіб (2010; 7 в 2002).
Національний склад станом на 2002 рік:
- татари — 86 %

## Урбаноніми[3]
- вулиці — Лучна